# Línea 128 (EMT Madrid)
La línea 128 de la EMT de Madrid une la Glorieta de Cuatro Caminos con el Barrio del Pilar.

## Características
Esta línea hereda el recorrido de una antigua línea periférica (P-28) que unía Madrid con el Barrio del Pilar partiendo de Cuatro Caminos, la cual da servicio a la parte central del Barrio del Pilar, teniendo la cabecera junto al Centro Comercial Madrid 2 La Vaguada. En su recorrido pasa por los barrios de Bellas Vistas y Berruguete (Tetuán).

### Frecuencias
| Lunes a viernes laborables |               |
| De 6:00 a 8:00             | 8-13 minutos  |
| De 8:00 a 21:00            | 8-10 minutos  |
| De 21:00 a 23:00           | 9-13 minutos  |
| Sábados laborables         |               |
| De 6:00 a 10:00            | 11-23 minutos |
| De 10:00 a 21:00           | 8-11 minutos  |
| De 21:00 a 23:00           | 9-24 minutos  |
| Domingos y festivos        |               |
| De 7:00 a 11:00            | 15-28 minutos |
| De 11:00 a 20:00           | 10-20 minutos |
| De 20:00 a 23:00           | 13-23 minutos |

## Recorrido y paradas

### Sentido Barrio del Pilar
La línea inicia su recorrido en la Glorieta de Cuatro Caminos junto al número 3, saliendo de ella por la calle de Bravo Murillo, que recorre hasta girar a la izquierda por la calle Lope de Haro, que recorre entera siguiendo al final por la calle de Francos Rodríguez.
A continuación, abandona la calle de Francos Rodríguez al llegar a la Glorieta de Rocío Dúrcal girando a la derecha por la calle de Ofelia Nieto, que recorre hasta llegar a la intersección con la calle Villaamil, por la que circula girando a la izquierda. Recorre brevemente esta calle hasta girar a la derecha por el Camino del Chorrillo, que recorre entero.
Al final del Camino del Chorrillo, la línea llega a la Glorieta de Piedrafita del Cebrero. Desde esta glorieta toma la Avenida de Betanzos, que recorre hasta girar a la derecha por la Avenida de Monforte de Lemos, donde tiene su cabecera junto al Centro Comercial Madrid 2-La Vaguada.
| Código | Parada                             | Común con         | Conexiones con Metro | Otros |
| ------ | ---------------------------------- | ----------------- | -------------------- | ----- |
| 2482   | CUATRO CAMINOS                     |                   | Cuatro Caminos       |       |
| 1568   | Alvarado                           | 3 64 66 124       | Alvarado             |       |
| 1569   | Teruel                             | 3 64 66 124       |                      |       |
| 1571   | Estrecho                           | 64 66 124 126     | Estrecho             |       |
| 1572   | Bravo Murillo-Lope de Haro         | 64 126            |                      |       |
| 1573   | Francos Rodríguez-Villaamil        | 64 126            |                      |       |
| 1575   | Francos Rodríguez-Numancia         | 64 126            |                      |       |
| 1676   | Metro Francos Rodríguez            | 44                | Francos Rodríguez    |       |
| 1678   | Ofelia Nieto                       | 44                |                      |       |
| 1680   | Villaamil-San Restituto            |                   |                      |       |
| 1682   | Camino del Chorrillo               |                   |                      |       |
| 1542   | Piedrafita del Cebrero             | 49                |                      |       |
| 1503   | Betanzos-Fernández Almagro         | 42 49 126         |                      |       |
| 1505   | Betanzos-La Bañeza                 | 42 49 126 147     |                      |       |
| 1364   | Parque de La Vaguada               | 49 83 132 137     |                      |       |
| 1366   | Junta Municipal Fuencarral         | 49 83 132 137 179 |                      |       |
| 1368   | Monforte de Lemos-La Vaguada       | 49 83 132 137 179 | Barrio del Pilar     |       |
| 1369   | BARRIO DEL PILAR (C.C. La Vaguada) |                   | Barrio del Pilar     |       |

### Sentido Cuatro Caminos
El recorrido de vuelta es igual al de ida pero en sentido contrario exceptuando el paso por Lope de Haro, que lo hace por el tramo inicial de la calle de Francos Rodríguez, de sentido único.
| Código | Parada                             | Común con         | Conexiones con Metro | Otros |
| ------ | ---------------------------------- | ----------------- | -------------------- | ----- |
| 1369   | BARRIO DEL PILAR (C.C. La Vaguada) |                   | Barrio del Pilar     |       |
| 1367   | Junta Municipal Fuencarral         | 49 83 132 137 179 |                      |       |
| 1365   | Parque de La Vaguada               | 49 83 132 137     |                      |       |
| 1506   | Betanzos-La Bañeza                 | 42 49 126 147     |                      |       |
| 1504   | Betanzos-Fernández Almagro         | 42 49 126         |                      |       |
| 1543   | Piedrafita del Cebrero             | 49 126            |                      |       |
| 1683   | Camino del Chorrillo               |                   |                      |       |
| 1681   | Villaamil-San Restituto            |                   |                      |       |
| 1679   | Ofelia Nieto                       | 44                |                      |       |
| 1677   | Metro Francos Rodríguez            | 44                | Francos Rodríguez    |       |
| 1576   | Francos Rodríguez-Numancia         | 64 126            |                      |       |
| 1574   | Francos Rodríguez-Villaamil        | 64 126            |                      |       |
| 1599   | Estrecho                           | 64                | Estrecho             |       |
| 1570   | Teruel                             | 3 64 66 124       |                      |       |
| 1600   | Alvarado                           | 3 64 66 124       | Alvarado             |       |
| 2482   | CUATRO CAMINOS                     |                   | Cuatro Caminos       |       |